# Attus Navi
Attus Navi (en llatí Attus Navius) va ser un àugur romà de renom en el temps de Tarquini Prisc, cap al segle vii aC. Ja de jove va demostrar els seus coneixements de la ciència dels auguris en el que havia estat instruït pels etruscs. La llegenda diu que un dia, quan cuidava el ramat d'ovelles familiar, n'hi va desaparèixer una. Va prometre als déus que si la trobava els oferiria el cep més gran de les vinyes de la família. Va recuperar l'animal i Attus Navi va situar-se al mig de la vinya mirant al sud, va dividir imaginàriament el terreny en quatre parts i va observar el vol de les aus. A la part on van aparèixer primer, va trobar un cep d'extraordinàries dimensions que oferí a la divinitat. Es va considerar que això indicava el beneplàcit dels déus i va ser reconegut per les seves dots, fins al punt que Tarquini Prisc el va nomenar el seu augur.
El rei, que volia canviar el sistema de les tres primitives centúries de cavallers i fer un altre repartiment, va trobar-se amb l'oposició d'Attus, que el va advertir que abans de fer qualsevol canvi havia d'observar les aus (auspicis), per saber la voluntat dels déus. El rei es va irritar perquè l'endeví el contrariava, però el va autoritzar a fer els rituals. Attus va agafar el seu bastó augural (lituus), va observar el cel, i li va dir al rei que tenia l'autorització de la divinitat. Tarquini, encara enfadat però fent una rialla, va treure's de sota la toga una pedra i una navalla i li va dir: "Pensava demanar-te que tallessis aquesta pedra amb la navalla". Attus va agafar els dos objectes i, amb l'ajuda de Júpiter, va tallar la pedra en dos trossos.
Es va aixecar una estàtua d'Attus al lloc on se celebraven els comicis i on havien passat aquests fets. Segons Titus Livi, també van posar la pedra en aquell lloc perquè servís com a testimoni del prodigi per la posteritat.